# 快嘴約翰
約翰·保羅·拉爾金（英語：John Paul Larkin，1942年3月13日—1999年12月3日），以快嘴約翰（Scatman John）聞名於世，是著名爵士樂音樂家，最著名的專輯為1994年發行的“Scatman (Ski Ba Bop Ba Dop Bop)”。

## 早期
出生於加州埃爾蒙特，自從開始言語，就患有嚴重的口吃，使他的幼年時期在心靈上受到創傷。12歲時即開始學鋼琴，14歲進入擬聲吟唱的領域。鋼琴提供他許多空間可以彌補言語上的缺失，因此在1996年的訪問時，他說：「鋼琴讓我說話......我躲在琴後，因為我恐懼言語。」
他在70年代及80年代成為職業爵士鋼琴家，在洛杉磯的一些爵士俱樂部演奏。1986年，他推出首張同名專輯，當時銷路不好，但現已幾乎絕跡。這段時期他沉迷於酒精及毒品，直到好友喬·費爾（Joe Farrell）因毒品逝世，才戒除它們。這使他認識之後的妻子茱蒂，她也是一位戒除酒精的人。

## 快嘴約翰的起源
1990年，他搬往德國柏林以謀求發展。正因柏林的爵士文化，他繼續在遊輪、酒吧、俱樂部演奏爵士樂。在聽到一首歌之後，他開始將唱歌搬入舞台，而他的專案經理建議他結合擬聲吟唱、Techno與嘻哈樂形成新曲風。因此，他推出首隻單曲Scatman (Ski Ba Bop Ba Dop Bop)，並因此一炮而紅，也因此取名為快嘴約翰。

## 享譽國際
1995年之後，約翰已成為家喻戶曉的明星。一開始首隻單曲的銷售成績並不理想，但逐漸升高，最後幾乎成為所有發行國家的榜首。該專輯的全球總銷售量為6百萬張。仍為他最暢銷及知名的作品，並在英國保持第一名數週。他隨後又發行新歌，也進入英國單曲排名第10名，雖然發行量較少，但成績仍然非常亮眼。
這兩隻單曲發行後，他發行首張專輯，專輯名仍為，總共發行3百萬張。此時，他開始在世界各地宣傳，也舉辦許多巡迴演唱會。之後受訪時，他說話反而變流利了，他驚訝地發現自己第一次因為說話流利而感到慚愧。

## 最后时光
繼1996年的專輯之後，約翰於1999年又發佈了第三張專輯。專輯的名字揭示了他自1998年起便與病魔抗爭的境況。儘管被告知應當輕鬆面對，他還是依然繼續為這張專輯工作。稍後，他被確診為肺癌，隨即被送入重症監護。自始至終他都堅持著樂觀的態度，並宣稱“上帝待我不薄......我的一生很幸福。我已見證並品鑒過美。”1999年12月3日，他在洛杉磯家中去世。火化後，他被葬在加利福尼亞馬里布海灘。